# David Kaczynski
David Richard Kaczynski (nascut el 3 d'octubre de 1949) és el germà petit de Ted Kaczynski, l'enviador de bombes en sèrie anomenat "Unabomber" per l'FBI abans de la seva detenció el 1996. Les seves memòries, Every Last Tie: The Story of the Unabomber and His Family detallen la seva relació amb el seu germà i els seus pares i la decisió que David i la seva dona van prendre de compartir la seva sospita que Ted era l'Unabomber amb les forces de l'ordre, que va portar a la seva detenció.

## Primers anys de vida

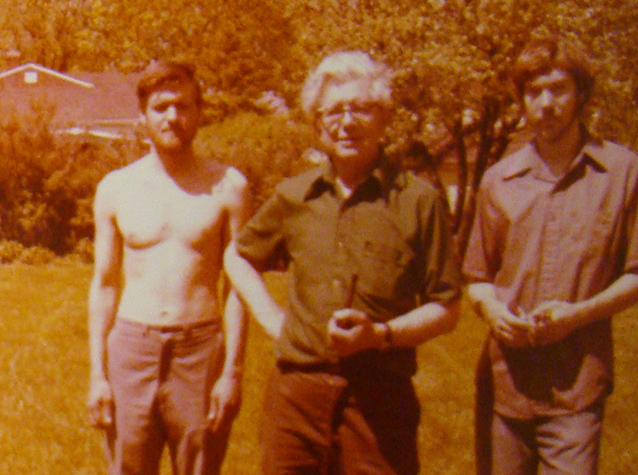
David Kaczynski (dreta) amb el seu germà Ted i el seu pare

Kaczynski és graduat a la Universitat de Colúmbia, promoció de 1970. Entre desembre de 1966 i maig de 1967, va escriure deu articles per al Columbia Daily Spectator i va ser ascendit a la junta de notícies associat el març de 1967. Kaczynski va treballar com a professor d'escola a Lisbon (Iowa) a mitjans dels anys setanta.

## Paper en la detenció d'Unabomber
Després que l'anònim Unabomber va exigir l'any 1995 que el seu manifest, La societat industrial i el seu futur, es publiqués en un important diari com a condició per aturar la seva campanya de bomba postal, The New York Times i The Washington Post van publicar el manifest, amb l'esperança que algú ho reconegués l'estil d'escriptura de l'autor.
L'esposa de David, Linda Patrik, primer va sospitar de Theodore i va instar David a llegir el manifest quan es va publicar. David va reconèixer l'estil d'escriptura de Ted i l'advocat de defensa criminal que la parella va contractar els suggerí que contactessin amb les autoritats. El 3 d'abril de 1996, la policia va arrestar Ted a la seva cabana rural a Lincoln, Montana. David havia rebut assegurances de l'FBI que la seva identitat com a informant es mantindria en secret, però el seu nom es va filtrar als mitjans. A més, va demanar als fiscals federals una garantia que Ted rebria l'avaluació i el tractament psiquiàtric adequats. La posterior persecució del Departament de Justícia de la pena de mort, i la negativa inicial de la fiscal general Janet Reno a acceptar un acord de culpabilitat a canvi d'una cadena perpètua, van ser considerades per Kaczynski i altres membres de la seva família com una traïció. Finalment, es va arribar a aquest acord i Ted va ser condemnat a cadena perpètua sense possibilitat de llibertat condicional. Kaczynski ha dit des d'aleshores que la decisió de denunciar el seu germà va ser dolorosa, però es va sentir moralment obligat a fer-ho.
David Kaczynski va rebre una recompensa d'1 milió de dòlars de l'FBI per la captura de l'Unabomber. La recompensa va ser finançada per una dotació del Congrés per al Departament de Justícia i era, en aquell moment, una de les recompenses més grans emeses en un cas nacional. Kaczynski va dir a l'Associated Press que tenia previst distribuir la majoria dels diners de la recompensa a les víctimes de l'atemptat i les seves famílies, i va afegir que això "potria ajudar-nos a resoldre el nostre dolor pel que va passar".

## Carrera
Abans de lliurar el seu germà Ted a les autoritats, David Kaczynski va treballar com a director adjunt d'un refugi per a joves fugitius i sense llar a Albany, Nova York, on va assessorar i defensar els joves amb problemes, desatesos i maltractats. L'enfrontament del seu germà amb la pena de mort va motivar més tard David Kaczynski a convertir-se en un activista contra la pena de mort. El 2001, Kaczynski va ser nomenat director executiu de New Yorkers Against the Death Penalty (a partir del 2008, New Yorkers for Alternatives to the Death Penalty). Tot i que la missió de NYADP originalment es va centrar només a posar fi a la pena de mort, sota la direcció de Kaczynski el 2008, va ampliar la seva missió per atendre les necessitats no cobertes de tots els afectats per la violència, incloses les víctimes i les seves famílies. Després de deixar el NYADP, Kaczynski va ser director executiu de Karma Triyana Dharmachakra, un monestir budista tibetà situat a Woodstock, Nova York.

## Vida personal
David Kaczynski està casat amb Linda Patrik. És budista practicant i vegetarià. El 2009 va publicar un assaig sobre la seva relació amb el seu germà Ted, des de la infància fins a l'edat adulta, que va aparèixer en una col·lecció d'assajos.

## En la cultura popular
David Kaczynski va aparèixer al documental de Netflix Unabomber: In His Own Words (minisèrie de televisió del 2020). Va ser interpretat per Robert Hays a la pel·lícula de televisió de 1996 Unabomber: The True Story i per Mark Duplass a la sèrie de televisió de 2017 Manhunt: Unabomber.